# Grossherzog-Friedrich-Berg
Der Grossherzog-Friedrich-Berg (selten auch Großherzog-Friedrich-Berg) ist mit einer Höhe von 2336 m einer der höchsten Berge Namibias. Der Berg liegt rund 15 Kilometer südwestlich von Windhoek und stellt von dort aus gesehen eine der markantesten Erhebungen dar. Er ist Teil der Auasberge, einer rund 50 Kilometer langen Gebirgskette mit einer Breite von nur 10 Kilometer, die Kammlinie ist durchschnittlich auf 2000 Meter.
Auf den Gipfel des Grossherzog-Friedrich-Bergs führt ein Wanderweg. Der Berg ist wichtigster Standort von Transmittern für die Hauptstadt Windhoek.